# Colibrí de cua metàl·lica rogenc
El colibrí de cua metàl·lica rogenc (Metallura theresiae) és una espècie d'ocell de la família dels troquílids (Trochilidae).

## Hàbitat i distribució
Viu a la selva humida i zones obertes del nord i centre del Perú.